# Bernard-Raymond Fabré-Palaprat
Bernard-Raymond Fabré-Palaprat (ur. 1773 w Cordes, zm. 18 lutego 1838 w Pau) – francuski lekarz, wolnomularz, patriarcha Kościoła Janowego, twórca neotemplaryzmu, założyciel Ordo Supremus Militaris Templi Jerusalem. Kawaler Legii Honorowej z 1814.